# Valerijus Mižigurskis
Valerijus Mižigurskis (ur. 22 kwietnia 1983) – litewski piłkarz, napastnik, od 2011 roku związany z klubem Levadia Tallinn. W reprezentacji Litwy zadebiutował w 2008 roku. Do tej pory rozegrał w niej jedno spotkanie, w którym zdobył jedną bramkę (stan na 26.01.2012).